# Howdy
Howdy（ハウディー）は非公式な挨拶で、元々は 「How do ye?」の短縮形である。 
1563/87年の南イングランドの方言が元になっている。 
その時代の文献には、スコットランド人が英国植民者に声をかけるときに使う挨拶として、「How-do, how-do, How」を使用することが含まれている。 
この慣用句の二重形は、今でもアメリカ南西部の一部で「Howdy, howdy.」として使われている。語源に関係なく、「こんにちは」などの挨拶として使われ、通常は質問として使うことはない。そのため、疑問符はつかない。 
アメリカ南西部の農村部では、Howdyとは「How do you do?」の正式な挨拶の短縮形であり、アイダホ、ニューメキシコ、ネバダ、オレゴン、テキサスのすべての人種の住民に受け入れられる正式な挨拶と考えられている。HowdyはテキサスA&M大学の公式挨拶でもあるが、この2つは必ずしも自動的に関連付けられているわけではない。